# Nigeria en los Juegos Olímpicos de Roma 1960
Nigeria estuvo representada en los Juegos Olímpicos de Roma 1960 por un total de 12 deportistas que compitieron en 2 deportes.  
El equipo olímpico nigeriano no obtuvo ninguna medalla en estos Juegos.